# Takpa (Sprache)
Takpa oder Moinba ist eine sinotibetische Sprache, die von etwa 80.000 Sprechern in Indien und Tibet gesprochen wird. Takpa (Moinba) bildet nach Thurgood 2003 eine Untereinheit der bodischen Untergruppe der tibetobirmanischen Sprachen, eines der beiden Primärzweige des Sinotibetischen, und ist eng mit den tibetanischen Sprachen verwandt. Manche Forscher betrachten Takpa als eine ost-tibetanische Sprache (z. B. van Driem 2001, dort als Dakpa bezeichnet). In Ethnologue wird Takpa unter der Bezeichnung Moinba als Kiranti-Sprache klassifiziert; diese Zuordnung ist nach dem heutigen Stand der  Forschung überholt.

## Alternativnamen
Für Takpa gibt es eine ganze Gruppe von Alternativnamen, die zum Teil die Identifikation erschweren bzw. Verwechslungen – vor allem mit dem Tshangla – Vorschub leisten. Darunter sind Dakpa, Moinba, Cuona Moinba, Nord-Monpa, Moinpa, Monba, Momba, Mompa, Menba, Menpa und andere.

## Geographische Verbreitung und Dialekte
In Indien wird Takpa oder Moinba in Arunachal Pradesh in den Distrikten Tawang und Kameng von etwa 45.000 Menschen gesprochen, in Tibet von 35.000 am Yarlung Tsangpo (Brahmaputra) in den Kreisen Medog, Nyinchi und Cuona. Die Takpa- und Tshangla-Sprecher bilden in China zusammen die Minderheiten-Nationalität der Monba.
Takpa hat in Tibet die Dialekte Nord-Cuona und Süd-Cuona, in Arunachal Pradesh Matchopa Nagnoo (But), Sangla (Dirang), Kalaktang und Monkit (Tawang). Die in Ethnologue ebenfalls als Dialekte angeführten Chuk und Lish gehören zu einer anderen Untergruppe des Tibetobirmanischen.

## Linguistische Eigenschaften
Wie fast alle tibetobirmanischen Sprachen hat auch Takpa die Satzstellung SOV (Subjekt-Objekt -Verb). Das Nomen steht vor seinen näheren Bestimmungen wie Genitivattribut, Adjektivattribut und Zahladjektiven. Takpa ist im Gegensatz zu vielen anderen bodischen Sprachen eine Tonsprache, die nördlichen Dialekte besitzen zwei, die südlichen vier bedeutungsunterscheidende Töne.